# Aljaksej Protas
Aljaksej Uladzimiravitj Protas, belarusiska: Аляксей Уладзіміравіч Протас, eller Aleksej Vladimirovitj Protas, ryska: Алексей Владимирович Протас, född 6 januari 2001, är en belarusisk professionell ishockeyforward som är kontrakterad till Washington Capitals i National Hockey League (NHL) och spelar för Hershey Bears i American Hockey League (AHL). Han har tidigare spelat för HK Dinamo Minsk i Kontinental Hockey League (KHL) och Prince Albert Raiders i Western Hockey League (WHL).
Protas draftades av Washington Capitals i tredje rundan i 2019 års draft som 91:a spelare totalt.

## Statistik
| 2016–2017  | Vitryssland U17       | VL         | 4   | 0  | 1  | 1   | 0  | —  | —  | —  | —  | — |
| 2017–2018  | Vitryssland U17       | VL         | 49  | 9  | 11 | 20  | 8  | 3  | 1  | 3  | 4  | 0 |
| 2018–2019  | Prince Albert Raiders | WHL        | 61  | 11 | 29 | 40  | 4  | 23 | 12 | 10 | 22 | 6 |
| 2019–2020  | Prince Albert Raiders | WHL        | 58  | 31 | 49 | 80  | 8  | —  | —  | —  | —  | — |
| 2020–2021  | HK Dinamo Minsk       | KHL        | 58  | 10 | 8  | 18  | 4  | 5  | 1  | 3  | 4  | 4 |
|            | Hershey Bears         | AHL        | 16  | 2  | 5  | 7   | 2  | —  | —  | —  | —  | — |
| 2021–2022  | Washington Capitals   | NHL        | 1   | 0  | 0  | 0   | 0  | —  | —  | —  | —  | — |
|            | Hershey Bears         | AHL        | 8   | 1  | 4  | 5   | 2  | —  | —  | —  | —  | — |
| NHL totalt | NHL totalt            | NHL totalt | 1   | 0  | 0  | 0   | 0  | —  | —  | —  | —  | — |
| AHL totalt | AHL totalt            | AHL totalt | 24  | 3  | 9  | 12  | 4  | —  | —  | —  | —  | — |
| WHL totalt | WHL totalt            | WHL totalt | 119 | 42 | 78 | 120 | 12 | 23 | 12 | 10 | 22 | 6 |

### Internationellt
| Källa: Uppdaterad: 2021-11-08 | Källa: Uppdaterad: 2021-11-08 | Källa: Uppdaterad: 2021-11-08 |         | Utv = Utvisningsminuter | Utv = Utvisningsminuter | Utv = Utvisningsminuter | Utv = Utvisningsminuter | Utv = Utvisningsminuter |
| År                            | Lag                           | Mästerskap                    | Matcher | Mål                     | Assists                 | Poäng                   | Utv                     |                         |
| ----------------------------- | ----------------------------- | ----------------------------- | ------- | ----------------------- | ----------------------- | ----------------------- | ----------------------- | ----------------------- |
| 2018                          | Vitryssland                   | U18                           | 5       | 1                       | 3                       | 4                       | 0                       |                         |
| 2019                          | Vitryssland                   | JVM-D1 A                      | 5       | 2                       | 3                       | 5                       | 0                       |                         |
| 2020                          | Vitryssland                   | JVM-D1 A                      | 5       | 4                       | 3                       | 7                       | 6                       |                         |
| 2021                          | Vitryssland                   | VM                            | 6       | 0                       | 2                       | 2                       | 0                       |                         |
| Junior totalt                 | Junior totalt                 | Junior totalt                 | 15      | 7                       | 9                       | 16                      | 6                       |                         |
| Senior totalt                 | Senior totalt                 | Senior totalt                 | 6       | 0                       | 2                       | 2                       | 0                       |                         |